# Rott am Inn
Rott am Inn (amtlich Rott a.Inn) ist eine Gemeinde im oberbayerischen Landkreis Rosenheim. Sie liegt etwa auf halbem Weg zwischen der kreisfreien Stadt Rosenheim im Süden und der Stadt Wasserburg im Norden (jeweils ca. 15 km). Der Hauptort Rott a.Inn ist Sitz der Gemeindeverwaltung und der Verwaltungsgemeinschaft Rott am Inn.

## Geographie
Der Hauptort liegt an der Hangkante des Inngrabens oberhalb des Rosenheimer Beckens.

### Gemeindegliederung
Es gibt 32 Gemeindeteile (in Klammern ist der Siedlungstyp angegeben):
- Aitermoos (Einöde)
- Arbing (Dorf)
- Au (Dorf)
- Dinding (Weiler)
- Dobl (Weiler)
- Eich (Weiler)
- Feldkirchen (Kirchdorf)
- Ferchen (Weiler)
- Frauenöd (Einöde)
- Hagenrain (Einöde)
- Höhenrain (Einöde)
- Katzbach (Dorf)
- Leiten (Weiler)
- Lengdorf (Dorf)
- Maierbach (Weiler)
- Manglham (Weiler)
- Meiling (Dorf)
- Neuried (Weiler)
- Oberlohen (Weiler)
- Obersaurain (Einöde)
- Rabenbach (Weiler)
- Ritzmehring (Weiler)
- Rott a.Inn (Pfarrdorf)
- Rottmoos (Einöde)
- Sargau (Weiler)
- Schiffpoint (Einöde)
- Stöbersberg (Einöde)
- Unterlohen (Weiler)
- Untersaurain (Einöde)
- Unterwöhrn (Dorf)
- Wurzach (Weiler)
- Zainach (Dorf)

### Nachbargemeinden
| Pfaffing                                  | Ramerberg |            |
| Emmering                                  | Kompass   | Griesstätt |
| Rotter Forst-Nord (gemeindefreies Gebiet) | Schechen  |            |

### Klima
Das Klima des südbayerischen Alpenvorlandes zeichnet sich durch einen merklichen kontinentalen Einschlag aus. Das bedeutet neben einer ergiebigeren Niederschlagstätigkeit im Sommer auch zahlenmäßig geringeres Auftreten eines Wetterumschlags, größere Häufigkeit von Hochdrucklagen mit östlicher Luftzufuhr, Letzteres vor allem im Winterhalbjahr. Doch werden noch ca. 60 % der Sonnenscheindauer im Sommer an Tagen mit ergiebigen Gewitterschauern erreicht, die dann aber meist den Abschluss eines vorher schönen Tages bilden.

### Natur
Folgende Schutzgebiete berühren das Gemeindegebiet:
- Naturschutzgebiet Vogelfreistätte Innstausee bei Attel und Freiham (NSG-00163.01)
- Landschaftsschutzgebiet Schutz von Landschaftsteilen im Bereich der Griesstätter Brücke, Gemarkung Feldkirchen, Griesstätt, Holzhausen, Ramerberg  (LSG-00006.01)
- Fauna-Flora-Habitat-Gebiet Innauen und Leitenwälder (7939-301)
- Fauna-Flora-Habitat-Gebiet Rotter Forst und Rott (8038-371)
- Vogelschutzgebiet (Vogelschutzrichtlinie der EU) NSG 'Vogelfreistaette Innstausee bei Attel und Freiham'  (7939-401)

## Geschichte

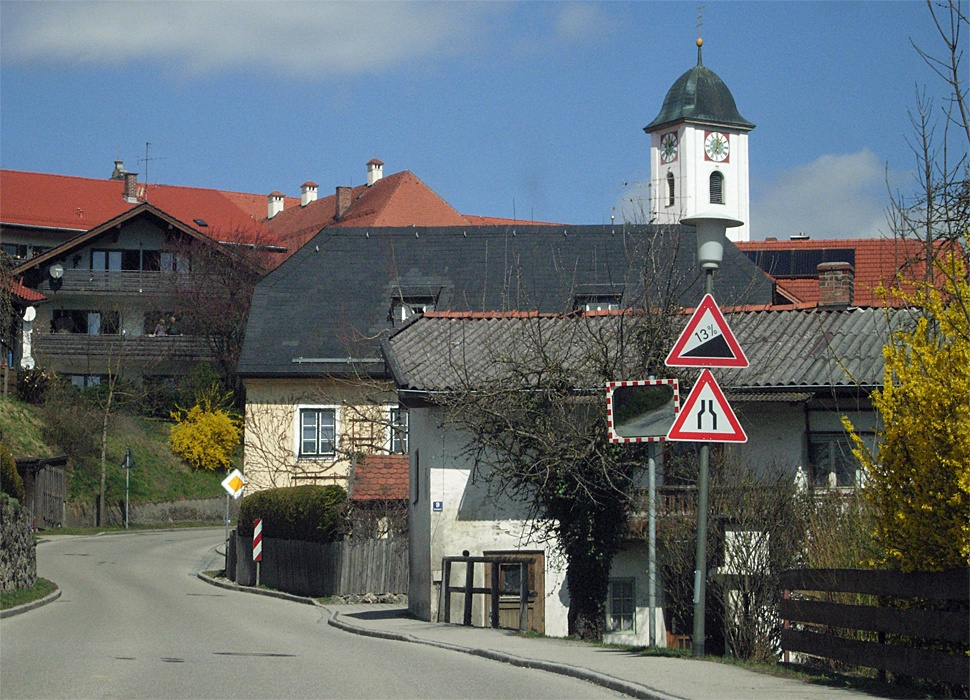
Rott am Inn

Rott am Inn ist benannt nach dem Flüsschen Rott, das östlich von Feldkirchen in den Inn mündet. Die Urkundenform „ad Rota“ (769) und „flumen qui dictur Rota“ (773) sowie die mundartliche Form Roud verweisen auf „Rotaha“, was so viel wie „roter Bach“ bedeutet. 1081 wurde die Gründung des Benediktinerklosters durch den Pfalzgrafen Kuno I. und dessen Ehefrau Uta von Dießen urkundlich erwähnt. Für das 12. Jahrhundert ist der Bau einer romanischen Basilika belegt, 1142 erhielt das Kloster von Papst Innozenz II. das Recht auf freie Abtwahl. 1485 ließ Johannes Held anlässlich der 400-Jahr-Feier des Klosters das kunsthistorisch bedeutsame Stiftergrab errichten, das heute in der Kirchenvorhalle steht. Das Kloster Rott am Inn verfügt über umfassende Landbesitzungen u. a. im Bayerischen Wald und in Tirol.
Im Dreißigjährigen Krieg kam es zum vorübergehenden Niedergang des Klosters, Ort und Kloster werden mehrfach geplündert und gebrandschatzt.
Im 18. Jahrhundert lebte das Klosterdorf allmählich wieder auf. So ließ Abt Benedikt Lutz (1757–1776) anstelle der romanischen Basilika eine neue Klosterkirche im Rokokostil erbauen, an der die namhaften Künstler ihrer Zeit mitwirken. 1786 erhielt das Kloster eine eigene Sternwarte, es verfügte über umfassende mineralogische Sammlungen, war zeitweise Lehrstätte für die Novizen des Benedikterordens und genoss insgesamt einen überregional bedeutsamen Ruf als Zentrum natur- und geisteswissenschaftlicher Forschung. Die Benediktinerabtei Rott am Inn konnte daher über die Jahrhunderte hinweg als eines der geistigen Zentren Altbayerns gelten.
Nach der Säkularisation 1803 verlor der Ort jedoch schnell an Bedeutung. Der Waldbesitz wurde verstaatlicht, klösterliche Besitzungen wurden versteigert, die Klosterkirche wurde einfache Pfarrkirche. 1850 schließlich erwarb Georg Kaiser die frühere Klosterbrauerei, deren Geschäftsleitung 1956 Marianne Strauß übernahm.
Durch die Eröffnung der Bahnstrecke Rosenheim–Mühldorf wurde Rott am Inn am 1. Mai 1876 an das Eisenbahnnetz angeschlossen, ab 1910 auch an die elektrische Versorgung.
Am 1. Januar 1882 wurde die Gemeinde Feldkirchen eingegliedert.
1937 fielen große Teile des Klostergebäudes einem Großbrand zum Opfer, der kunsthistorische Schaden ist immens. Ab 1945 etablierte sich eine breit gefächerte Gewerbestruktur am Ort. 1983 feiert Rott am Inn sein 900-jähriges Bestehen im Rahmen eines umfassenden Festprogramms. 1988 wurde der ehemalige bayerische Ministerpräsident Franz Joseph Strauß in Rott am Inn beigesetzt.

## Einwohnerentwicklung
Zwischen 1988 und 2018 wuchs die Gemeinde von 3006 auf 4067 um 1061 Einwohner bzw. um 35,3 %.

## Religion
77 % der Einwohner sind katholisch, 7 % evangelisch. Die Katholiken gehören der Pfarrei St. Peter und Paul im Erzbistum München und Freising mit der Pfarrkirche St. Marinus und Anianus und der Filialkirche Unsere Liebe Frau (Feldkirchen) an. Die Lutheraner sind der Kirchengemeinde Wasserburg am Inn der Evangelisch-Lutherischen Kirche in Bayern zugeordnet.

## Politik

### Gemeinderat
Die Gemeinderatswahl 2020 ergab folgende Stimmenanteile und Sitzverteilung:
- CSU: 33,4 % (5 Sitze)
- SPD: 8,6 % (ein Sitz)
- Bürger für Rott: 46,5 % (8 Sitze)
- Rotter Forum: 11,5 % (2 Sitze)

### Wappen
| Wappen Gde. Rott am Inn | Blasonierung: „In Rot über grünem Dreiberg zwei mit blauen Spitzhelmen bekrönte und unten verbundene silberne Türme, denen ein silberner Querfluss unterlegt ist.“ |
| Wappen Gde. Rott am Inn | Wappenbegründung: Die beiden Türme als Hauptfigur des Wappens entsprechen einem erstmals im Jahre 1358 nachgewiesenen Siegel der ehemaligen Benediktinerabtei. Der grüne Dreiberg im Schildfuß weist auf die erhöhte Lage von Ort und Kloster über dem Inntal hin. Das den Türmen unterlegte silberne Band versinnbildlicht den Fluss Inn. |

## Baudenkmäler

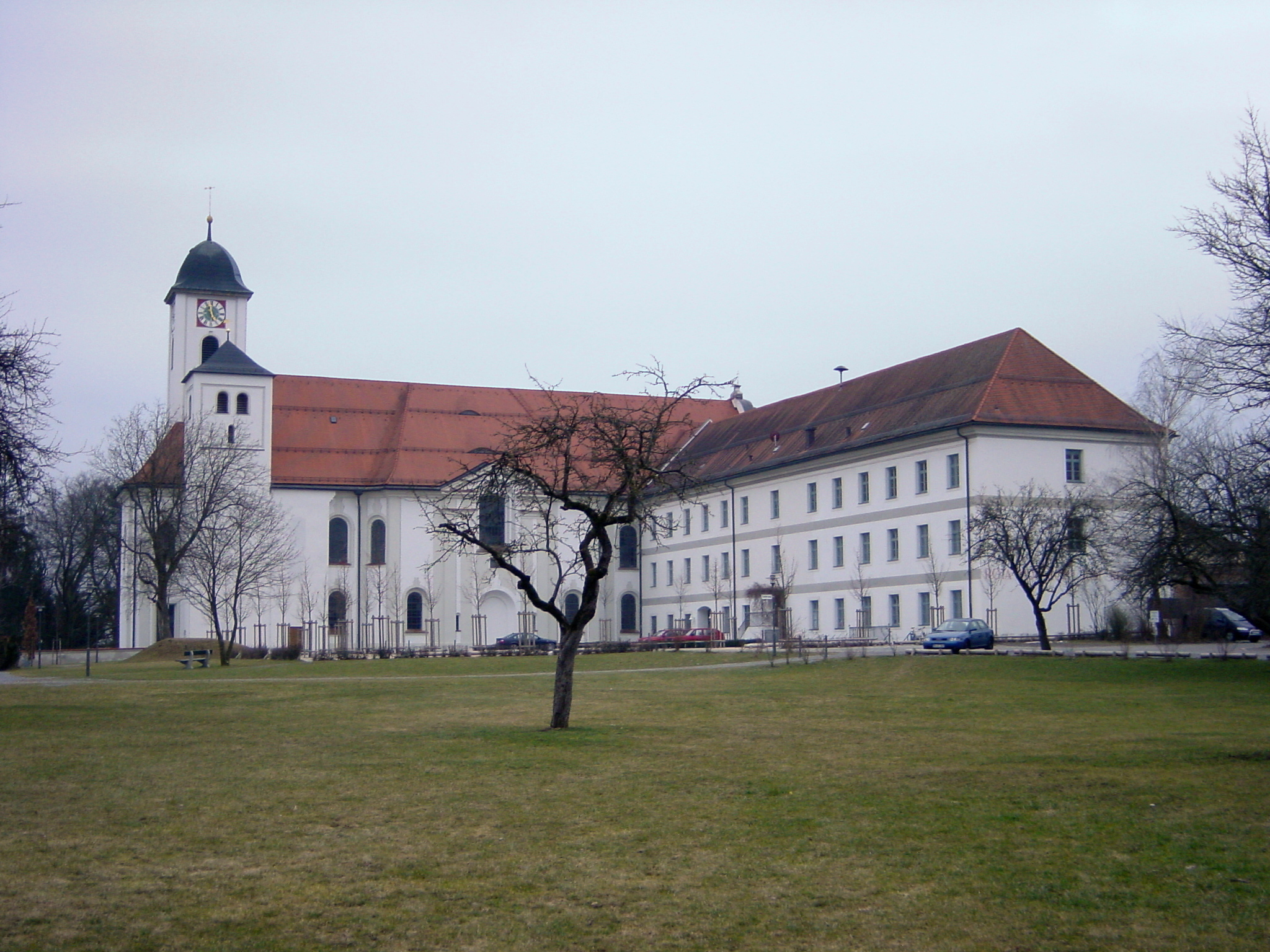
Kloster Rott am Inn

- Kloster Rott
- Unsere Liebe Frau (Feldkirchen)

## Wirtschaft
Wirtschaftliche Grundlage ist die Landwirtschaft und eine Anzahl gut fundierter Gewerbebetriebe.

## Persönlichkeiten

### Söhne und Töchter der Gemeinde
- Kuno II. von Rott († 1081), Mitbegründer des Klosters Rott
- Hans Georg Asam (1649–1711), deutscher Kirchenmaler des Barock
- Max Zwicknagl (1900–1969), deutscher Unternehmer und Politiker (BVP, CSU)
- Albert Baumgartner (1919–2008), deutscher Meteorologe
- Willibald Glas (1927–2022), römisch-katholischer Theologe und Kirchenkritiker
- Marianne Strauß (1930–1984), Ehefrau von Franz Josef Strauß
- Christoph Betzl (* 1949), deutscher Motorrad-Bahnrennfahrer
- Hans Hs Winkler (* 1955), deutscher Künstler
- Rudolf Amann (* 1961), deutscher Mikrobiologe

### Ehrenbürger
- Franz Josef Strauß (1915–1988), ehem. bayerischer Ministerpräsident, in Rott am Inn beerdigt
- Gottfried Hain, Gönner der Gemeinde